# 경성제일공립고등여학교

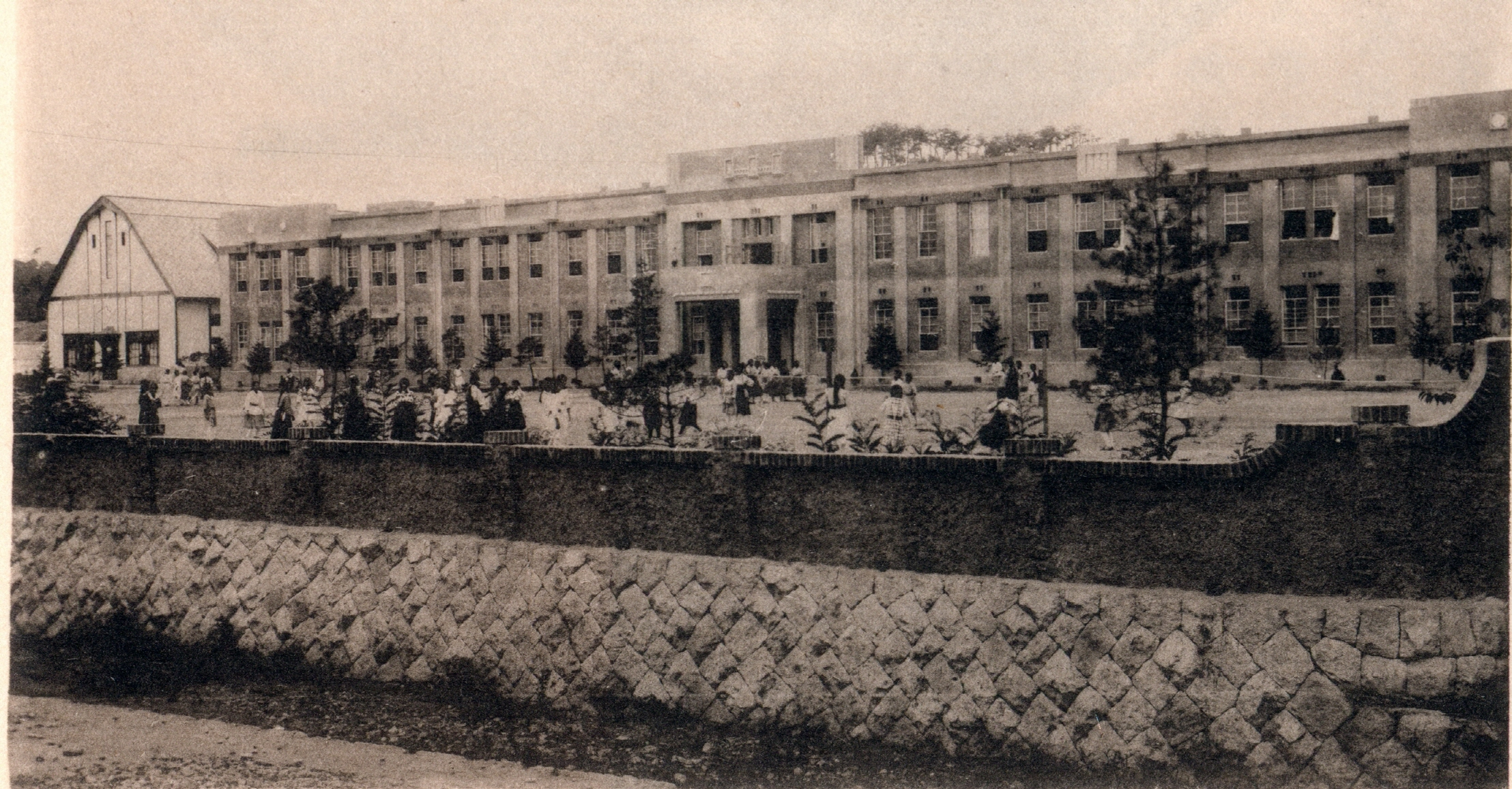
1925년의 모습.

경성제일공립고등여학교(京城第一公立高等女學校)는 1908년 서울에 개설되어 1945년까지 존재했던 일본인 여학교이다.

## 역사
1908년 경성(京城: 서울) 주재 일본인 거류민회의 의결로 학교 설립이 결정되어, 같은 해 4월 26일 84명의 학생으로 개설되었다. 1922년 4월 1일 본교 위치를 덕수궁 선원전 자리였던 오늘날 중구 정동(貞洞) 1번지로 옮겼으며, 건물은 벽돌조 2층이었다.
광복 후에 학교는 폐쇄되고, 건물은 1946년부터 1959년까지 경기여자고등학교가 사용하게 된다.

## 특징
한 학년은 松, 竹, 梅, 菊의 4개 반으로 이루어져 약 200명 규모였다. 3학년까지 반을 바꾸지 않고 4학년 때 한 번만 교체했다고 한다. 학생은 대부분 일본인이었으나, 한국인 여학생도 간혹 있었다.

## 같이 보기
- 구제고등여학교